# 唐津市立厳木小学校
唐津市立厳木小学校（からつしりつ きゅうらぎしょうがっこう）は、佐賀県唐津市厳木町牧瀬にある公立の小学校。
2024年（令和6年）4月に唐津市立箞木小学校（読みは「うつぼぎ」）を統合の上、唐津市立厳木中学校に併設される形で移転した。

## 概要

### 歴史
旧・厳木小学校は1875年（明治8年）4月に「中島小学校」として創立。2024年（令和6年）3月末に箞木小学校との統合により、148年の歴史に幕をおろした。同年4月1日より厳木中学校に併設の形で移転し、「（新）厳木小学校」としてスタートした。

### 校章
桜の花弁を背景にして、校名の頭文字である「厳」の文字を中央に配している（ただし、厳の上部の「ツ」の部分は「□□」になっている）。

### 校歌
作詞は田久保聡、作曲は陶山聡による。歌詞は3番まであり、校名は歌詞中に登場しない。

## 沿革
旧・厳木小学校
- 1875年（明治8年）
  - 4月 - 松浦郡中島村の真伝寺本堂を仮校舎として「佐賀県管下 第八中学校区 一小学区 中島小学校」が設置される。
  - 7月 - 養命寺本堂を校舎として、平之小学校が創立。校区を天川・鳥巣・星領・広川・平之・鳥越とする。
- 1876年（明治9年）
  - 4月 - 第2次府県統合により三潴県の管轄となる。
  - 5月 - 長崎県の管轄となる。
- 1877年（明治10年）
  - 10月 - 平之小学校から分離される形で、天川小学校と星領小学校が設置される。
- 1878年（明治11年）
  - 10月 - 郡区町村編制法の長崎県での施行により、東松浦郡が発足。
  - 12月 - 平之小学校が廃止される。
  - この年 - 波瀬分校を設置。
- 1880年（明治13年）頃 - 広川小学校が設置される。
- 1883年（明治16年）5月 - 佐賀県（第3次）の管轄となる。
- 1885年（明治18年）- 波瀬分校が分離し、浪瀬小学校として独立。
- 1886年（明治19年）- 小学校令が施行される。
- 1887年（明治20年）4月 
  - 尋常科（修業年限4年）を設置の上、「尋常中島小学校」に改称（後に「中島尋常小学校」に改称）。
  - 簡易科（修業年限3年）を設置の上、天川小学校は「簡易天川小学校」に、星領小学校は「簡易鳥巣小学校」に、広川小学校は「簡易広川小学校」に改称。
- 1889年（明治22年）4月 - 町村制の施行により、厳木村が発足。平之に分教場を設置。
- 1890年（明治23年）- 簡易東川小学校と簡易浪瀬小学校を統合の上、岩屋分校・浪瀬分校とする。
- 1891年（明治24年）頃 - 簡易鳥巣小学校が簡易広川小学校に統合される。
- 1892年（明治25年）- 簡易小学校2校に尋常科を設置の上、「天川尋常小学校」・「広川尋常小学校」に改称。
- 1894年（明治27年）4月 - 岩屋分校と浪瀬分校が統合の上、箞木尋常小学校として独立。
- 1895年（明治28年）- 高等科を併置の上、「中島尋常高等小学校」に改称。
- 1898年（明治31年）4月 - 広川と天川の尋常小学校2校を統合の上、それぞれ広川分教場・天川分教場とする。
- 1901年（明治34年）4月 - 「厳木尋常高等小学校」に改称。
- 1908年（明治41年）7月 - 改正小学校令により、義務教育年限（尋常科の修業年限）が4年から6年に延長され、収容児童数が増加したため、校舎を新築。
- 1919年（大正8年）5月 - 3教室を増築。
- 1920年（大正9年）
  - 4月 - 厳木農業補習学校が併設される。
  - 10月 - 運動場を拡張。
- 1923年（大正12年）4月 - 高等科3年を新設。
- 1931年（昭和6年）1月 - 校旗を新調。
- 1935年（昭和10年）4月 - 青年学校令の施行により、併設の農業補習学校と小学校の高等科が統合され、厳木村立公民学校（間もなく厳木村立高等実業青年学校）となったため、「厳木尋常小学校」に改称。
- 1941年（昭和16年）4月1日 - 国民学校令の施行により、「厳木国民学校」に改称。尋常科を初等科に改める。
- 1947年（昭和22年）
  - 1月 - 天川分校の校舎が全焼。
  - 4月1日 - 学制改革により、国民学校初等科が「厳木村立厳木小学校」に改組される。従来の分校3校（平之・広川・天川）に加え、瀬戸木場分校を新設。
- 1948年（昭和23年）5月 - 育友会が発足。
- 1949年（昭和24年）12月 - 広川分校、校舎を新築。
- 1951年（昭和26年）8月 - 天川分校、講堂を新築。
- 1952年（昭和27年）
  - 4月 - 平之分校、校舎を新築。
  - 5月3日 - 町制施行により、「厳木町立厳木小学校」に改称。
- 1954年（昭和29年）3月 - 木造2階建て新校舎および講堂が完成。
- 1962年（昭和37年）5月 - プールが完成。
- 1963年（昭和38年）10月 - 完全給食を開始。管理棟が完成。
- 1964年（昭和39年）
  - 2月 - 天川分校、校舎を新築。完全給食を開始。
  - 11月 - 広川分校・瀬戸木場分校・平之分校でも完全給食を開始。
- 1972年（昭和47年）8月 - 給食センター方式に変更。
- 1974年（昭和49年）
  - 1月 - 特別教室棟が半焼。
  - 6月 - 講堂が全焼。
- 1975年（昭和50年）
  - 3月 - 体育館が完成。
  - 10月 - 創立100周年記念体育大会を挙行。
- 1980年（昭和55年）4月 - 米飯給食を開始。
- 1985年（昭和60年）3月 - 広川分校、校舎を新築。
- 1987年（昭和62年）5月 - 新校舎建設のため、中島の仮校舎（建設省跡）へ移転。
- 1988年（昭和63年）3月 - 新校舎が完成し、移転を完了。校旗を新調。また二宮金次郎銅像が寄贈される。

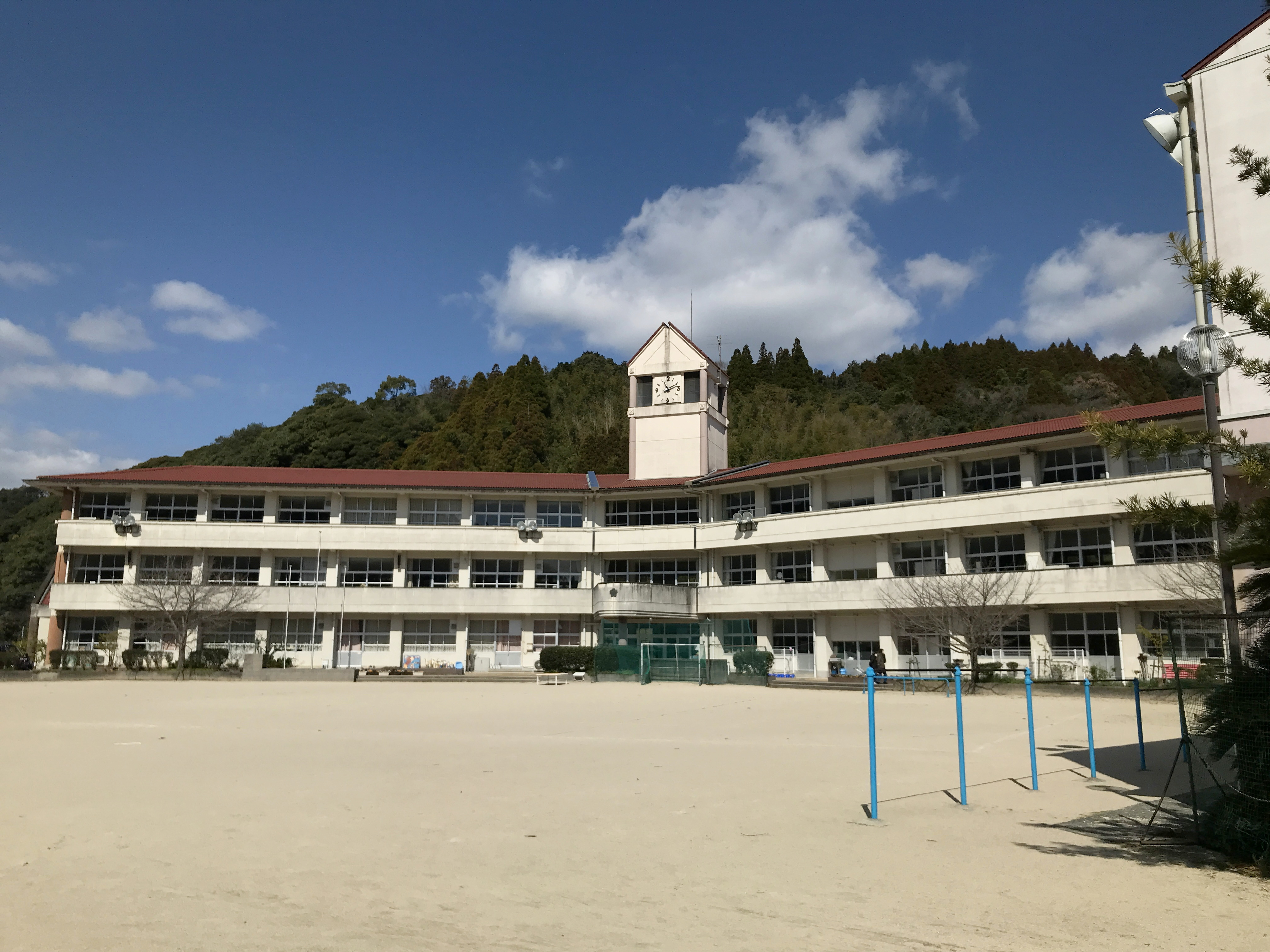
旧小学校校舎
（1988年3月～2024年3月）

- 1989年（平成元年）2月 - 瀬戸木場分校、校舎を新築。
- 1990年（平成2年）3月 - 平之分校、校舎を新築。
- 2002年（平成14年）2月 - 天川分校、校舎を新築。
- 2004年（平成16年）2月 - 体育館を改築。
- 2005年（平成17年）1月1日 - 唐津市への編入により、「唐津市立厳木小学校」に改称。
- 2008年（平成20年）3月31日 - 広川分校と平之分校を廃止。
- 2009年（平成21年）3月31日 - 瀬戸木場分校を廃止。
- 2015年（平成27年）3月31日 - 天川分校を廃止。
- 2024年（令和6年）
  - 3月23日 - 閉校式を挙行。
  - 3月31日 - 閉校（最終所在地 - 〒849-3113 佐賀県唐津市厳木町牧瀬44番地1）

新・厳木小学校
- 2024年（令和6年）4月1日 - 「唐津市立厳木小学校」（現校名）が開校。校舎は唐津市立厳木中学校に併設される。
  - 所在地が「〒847-3113 佐賀県唐津市厳木町牧瀬328番地1」に変更となる。

## 通学区域
住所表記で唐津市の後に「厳木町」の続く地域。

## 進学先中学校
- 唐津市立厳木中学校[1]

## 交通アクセス
最寄りの鉄道駅
- JR九州 唐津線 「厳木駅」

最寄りのバス停留所
- 昭和自動車「厳木中学校前」バス停留所

最寄りの幹線道路
- 佐賀県道350号相知厳木線 「厳木中学校前」交差点
- 国道203号（厳木バイパス）浪瀬IC

## 周辺
- 唐津市厳木柔剣道場
- 唐津市役所 厳木市民センター（旧・厳木支所、厳木町役場）
- 厳木郵便局
- 唐津警察署 厳木警察官駐在所
- きゅうらぎ温泉佐用姫の湯
- 厳木川

## かつての分校
| 名称                      | 画像 | 旧所在地                              | 閉校年月・跡地の活用など  |
| ------------------------- | ---- | ------------------------------------- | ------------------------- |
| 平之分校 （ひらの）       |      | 〒849-3115 唐津市厳木町平之705番1     | 2008年（平成20年）3月閉校 |
| 広川分校 （ひろかわ）     |      | 〒849-3103 唐津市厳木町広川424番1     | 2008年（平成20年）3月閉校 |
| 瀬戸木場分校 （せとこば） |      | 〒849-3121 唐津市厳木町瀬戸木場51番23 | 2009年（平成21年）3月閉校 |
| 天川分校 （あまがわ）     |      | 〒849-3103 唐津市厳木町天川1766番1    | 2015年（平成27年）3月閉校 |

## 参考資料
- 「厳木町史 下巻」（2011年（平成23年）3月発行, 厳木町史編纂委員会）p.486～
- 「箞木小学校・厳木小学校閉校式（令和6年3月23日）」 - 唐津市ウェブサイト

## 関連事項
- 佐賀県小学校一覧